# 海上航线
海上航线是指大型水上交通工具（輪船）定期行駛的航行路线，它主要溝通兩個或多個港口。海航航線主要位於諸如海洋和大型湖泊等广阔水域中。